# Oliwka (anatomia)

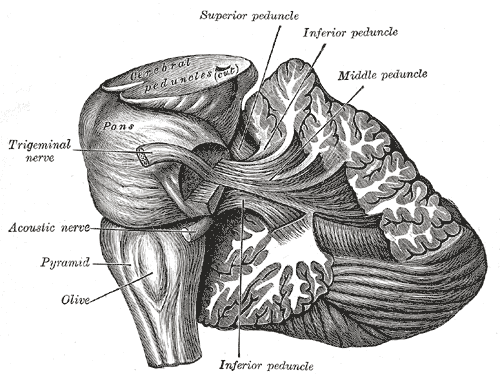
Rycina przedstawiająca rdzeń przedłużony oraz móżdżek z zaznaczoną oliwką

Oliwka (łac. oliva) – część ośrodkowego układu nerwowego; parzysta, owalna, wysunięta struktura anatomiczna, wchodząca w skład rdzenia przedłużonego, położona nad sznurem bocznym, w pobliżu mostu. Oliwki zawierają jądra oliwkowe (łac. nuclei olivares), mające kształt pofałdowanej sakiewki z wnęką zwróconą w stronę grzbietu. Jądra oliwkowe są istotnym elementem układu pozapiramidowego, posiadają połączenia z móżdżkiem i rdzeniem kręgowym. 
W skład jąder oliwkowych wchodzą:
- jądra oliwkowe dolne – wchodzą w skład drogi oliwkowo-móżdżkowej; są to trzy jądra:
  - główne jądro oliwki,
  - przyśrodkowe jądro oliwkowe dodatkowe,
  - grzbietowe jądro oliwkowe dodatkowe,
- jądra oliwkowe górne – stanowią część ośrodka słuchowego, są zaangażowane we wspieranie percepcji dźwięków.

W stanach patologicznych obejmujących oliwkę obserwuje się miokloniczne skurcze mięśni podniebienia miękkiego i gardła.